# Јангбан
Јангбан (кореј. 양반, енгл. Yangban) је назив за аристократију у Кореји током краљевина Корјо (918-1392) и Чосон (1392-1910). Ова класа састојала се у почетку од образованих цивилних и војних чиновника, који су своја места добијали по заслузи, али се временом претворила у наследну земљопоседничку аристократију.

## Историја
Термин који се користио за класу која је доминирала у краљевству Корјо (918-1392) био је јангбан, израз који је првобитно значио „два реда“ службеника (један цивилни, други војни), који су се постројили испред престола током краљевске аудијенције. Осим неколико породица које су елиминисане због подршке старом режиму, већина јангбана је успела да изврши транзицију од династије Корјо до династије Чосон са нетакнутим богатством и социјалним положајима, чему нови систем испита није представљао непремостиву препреку.
Чиновничка служба је сада била теоретски отворена за све јангине (слободњаке), али у пракси јангбан је имао најлакши приступ и школама и канцеларијама. Дакле, уместо нове владајуће елите засноване на напредовању слободњака по заслузи,  династије Чосон вратила се у стари образац владавине јангбана, при чему је аристократија Чосона била мешавина између нових идеала меритократске бирократије и старе Корјо наследне аристократије.
Пошто се стари режим Корјо династије потчинио монголском освајању, војни заповедник Ји Сонгји (краљ Тае'јо) је основао нову династију Чосон. Филозофско образложење које је лежало иза његове реформе био је конфучијанизам. Конфучијански учењаци су били интимно умешани у политичком покрету који је довео до свргавања Корјоа и њихово морално негодовање због недостатака Корјо друштва осигурало је да њихов основни циљ постане замена дискредитоване аристократије старе династије новом меритократијом заснованом на познавању конфучијанских класика. Ове списи су истицали ограничену монархију, премда ону којој је апсолутна оданост доспео под кога би се могле наћи једнаке могућности за све моралне људе који би владиним службама управљли часно и поштено.
Први практични исходи ових идеала донети су убрзо након оснивање Чосона 1392. Владина администрација је била централизована и успех на државним испитима постао је обавезан за добијање државне службе. Још под Корјом је постојао испитни систем - војни испити који су покривали личну борбену вештину као и познавање војне литературе. Они су настављени под Чосоном и поставили темеље за редовно регрутовање војних званичника. На несрећу развоја корејске војске, грађански испити су имали много већи углед, али ниједна врста није се показала довољном за обезбеђивање нестанка Корјо аристократије.
Утицај образовања кроз испитни систем и дуга политичка стабилност је осигурала да постоји много талентованих људи и сјајног учења наћи међу редовима иангбана који су дали огроман допринос Кореји у науци, уметности, књижевности и ратовању. Владавина краља Сејонга између 1418 и 1450, на пример, било је златно доба за Чосон који је видео иновацијепочев од стварања хангула, корејске абецеде, до производње тачних мерила кише два века пре него што су уведени у Европи.
Иако су изузети од регрутације у војну службу, многи су то направили велики допринос и на борилачком пољу, уз важна дешавања као што су квалитетни топови и успостављање модерне морнарице. Ипак, као у већини друштава било је и много оних који су уживали велике привилегије које је чин увек доносио, а за узврат нису давали ништа. Таквим људима политика и лични престиж били су уско повезани, и није било победе на бојном пољу која би се могла упоредити са победом стеченом у ходницима корејског двора.

### Политичке поделе
Поред државних испита, још једно средство којим је први краљ Чосона покушао да умањи моћ јангбана повећавањем утицаја монархије на њихов рачун, али благонаклони конфуцијански идеали краља Тае'јоа нису подржани од свих његових наследника, а у неколико наврата и повећање моћи у краљевским рукама није аутоматски обезбедило њену мудру и уздржану употребу. На пример, краљ Т'аејонг (владао 1401—1418) манипулисао је наследством у своју корист, док је краљ Сејо (владао 1455—1468) узурпирао престо од свог нећака. Ипак, иако је конфучијанизам истицао лојалност престолу, такође је могао пружити морално оправдање за свргавање монарха. То је било да када је Кореја била суочена са спором о наследству 1545, један јангбански клан је створио политичку пустош протерујући и погубивши чланове ривалске фракције. Тридесет година касније, током владавине краља Соњо (владао 1567—1608), сличан фракционализам настао је због именовања званичника у Министарству државне управе. Супарничке странке подржале су две групе јангбана, познате као Источњаци и Западњаци, по локацији њихових домова у главном граду. Краљ Соњо је учинио мало да ублажи фракционализам, па чак га јеи погоршао пребацивањем наклоности са једне на другу страну на махове, тако да је у време јапанске инвазије (1592-1598) фракционализам постао чврсто укорењен и такође је развио узнемирујући наследни елемент што је створило велике проблеме наследницима краља Соњо. Ривалство између фракција је имало значајан утицај на процес доношења одлука током година доводећи до рата са Јапаном.

### Ропство у Кореји
На другом крају корејског социјалног спектра од јангбана били су робови. До 1592. робови су чинили трећину целокупног корејског друштва и две трећине становништва Сеула, који је постао главни град династије Чосон у време његовог оснивања. Већина робова била је у власништву јангбана, а јангбан је своје богатство мерио колико бројем робова које је поседовао, толико и по количини земље коју је контролисао. Ропство као институција је имало толико дугу историју да је било саставни део корејског друштва и његове економије, па је ретко је било оспоравано или чак испитивано. Конфучијанизам није осуђивао и укинуо ропство ништа више него што је то чинило савремено хришћанство, став се најјасније показао када су конфучијански и антибудистички оснивачи Чосона укинули су будистичке манастире и запленили њихове поседе. Са имањима храмова дошло је 80.000 робова, али уместо да им доделе слободу само су их учинили владиним робовима.